# Brama Hompescha
Brama Hompescha (malt. Il-Mina ta' Hompesch, ang. Hompesch Gate) – ozdobna brama w kształcie łuku w Żabbar na Malcie. Zbudowana została w roku 1801 dla upamiętnienia przyznania miejscowości praw miejskich, które zostały nadane 14 września 1797 roku przez Wielkiego Mistrza Ferdynanda Hompescha.
Brama stoi na środku ronda, na którym zbiegają się cztery ulice: Hompesch Road, Triq il-Foss, Mina ta' Hompesch oraz 10 September 1797 Road.

## Historia
Ferdinand von Hompesch zu Bolheim, Wielki Mistrz Zakonu św. Jana, przybył 10 września 1797 roku na obchody święta we wiosce Żabbar. Mieszkańcy przyjęli z zadowoleniem wizytę dostojnego gościa, a miejscowy proboszcz, ksiądz Carlo Caruana, poprosił o podniesienie wioski do statusu miasta. Hompesch zgodził się, i dekretem z 14 września 1797 roku nadał miastu Żabbar tytuł Città Hompesch (miasto Hompescha).

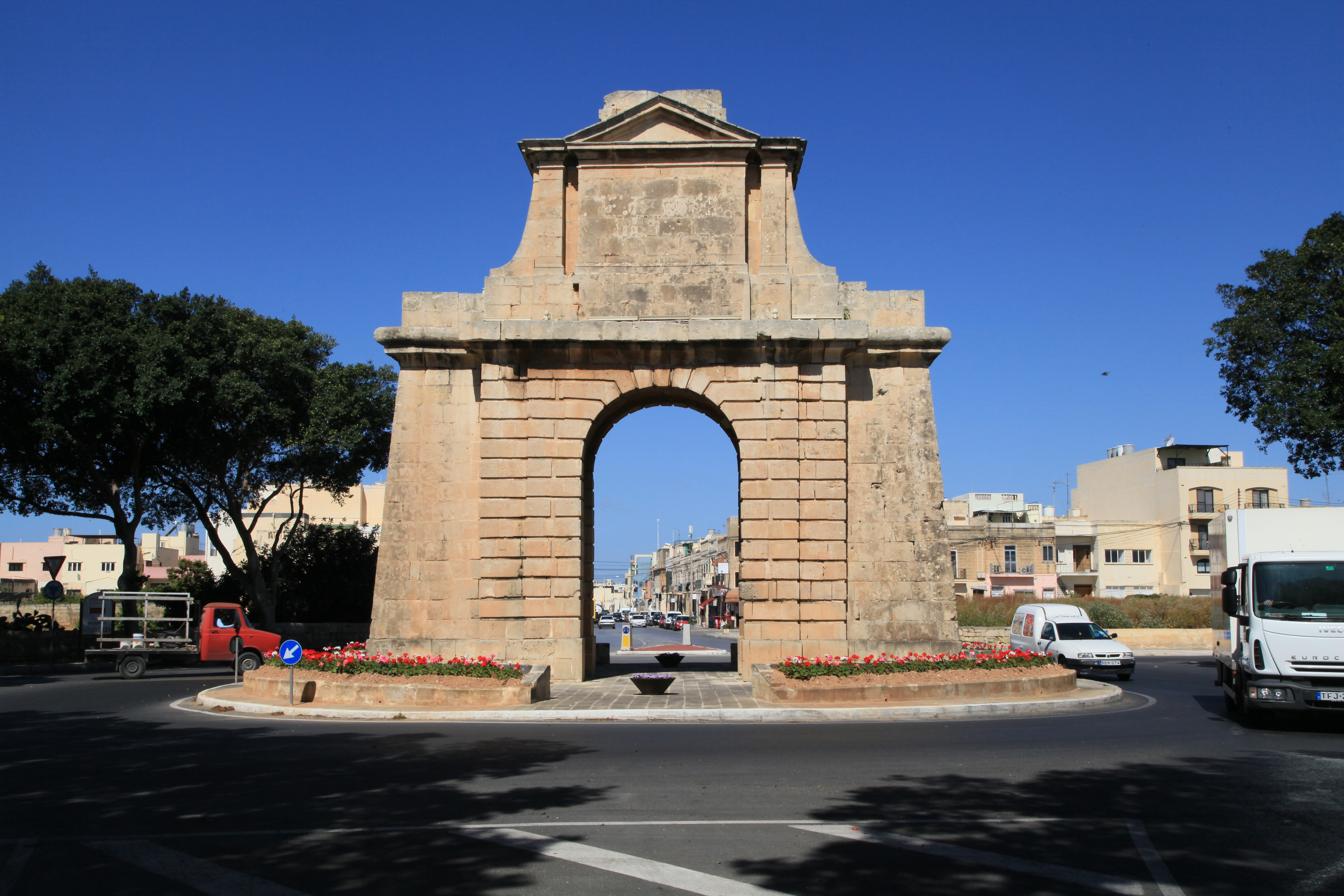
Brama Hompescha widziana od tyłu

Z wdzięczności za uzyskanie praw miejskich przez wioskę, mieszkańcy Żabbar postanowili zbudować pomnik swojemu dobroczyńcy. Jednakże w roku 1798 Francuzi najechali Maltę i wygnali Hompescha i Zakon z wyspy. Następstwem inwazji była okupacja Malty przez Francuzów i powstanie maltańskie, zanim w roku 1800 Malta stała się brytyjskim protektoratem. Te polityczne przewroty opóźniły budowę pomnika.

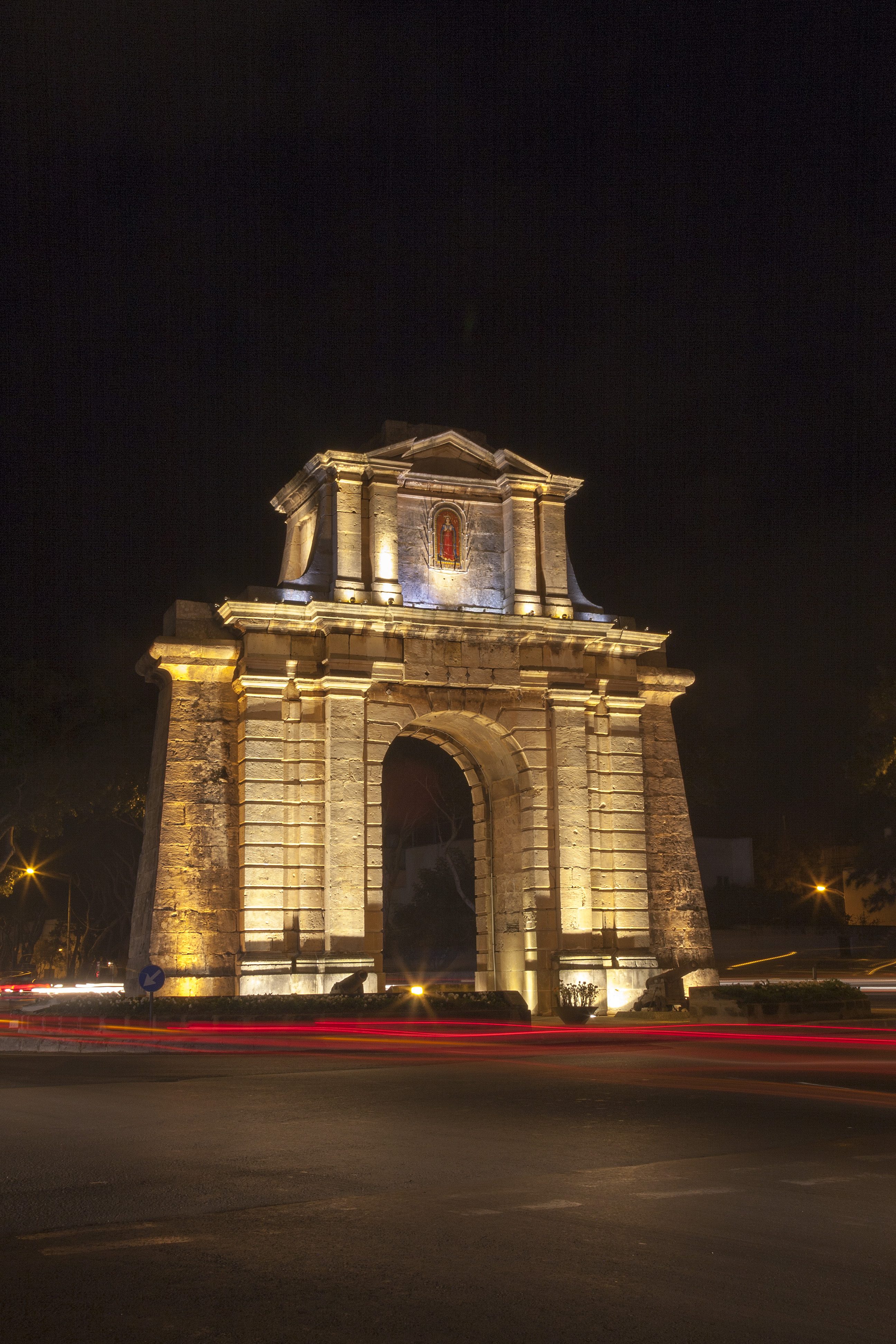
Brama w nocnym oświetleniu

W grudniu 1801 roku, kiedy wykonywano prace naprawcze w Sanktuarium w Żabbar, Don Caruana zdecydował się zbudować Hompesch Gate. Nie nawiązuje ona w żaden sposób do Wielkiego Mistrza lub Zakonu, a to głównie z powodu delikatnej sytuacji politycznej, w której była budowana. Planowano uwieńczyć bramę symbolami herbowymi, lecz chociaż rozpoczęto ich rzeźbienie, nigdy nie zostały ukończone.
Brama Hompescha wpisana została na "Antiquities List of 1925". Jest ona teraz uznana jako zabytek narodowy 1. klasy i umieszczona jest na liście National Inventory of the Cultural Property of the Maltese Islands.

## Architektura
Brama Hompescha zbudowana została w stylu neoklasycystycznym. Składa się z pojedynczego, zakończonego łukiem, przejścia, z parą doryckich pilastrów po każdej stronie. Łuk zwieńczony jest trójkątnym frontonem, poniżej którego, pomiędzy podobnymi do położonych niżej, lecz mniejszymi pilastrami, znajduje się obraz Matki Bożej Łaskawej.